# Adelasia av Torres
Adelasia av Torres, död 1259, var en monark på Sardinien. Hon var "domare" (regerande drottning) i Logudoro mellan 1236 och 1259, och "domare" (regerande drottning) i Gallura mellan 1238 och 1257.